# SOFT DARTS PROFESSIONAL TOUR JAPAN
SOFT DARTS PROFESSIONAL TOUR JAPAN（ソフトダーツプロフェッショナルツアージャパン）は、（一社）J.D.U.が運営し、ダーツライブが特別協賛のもとで開催されるソフト・ティップ・ダーツのプロトーナメントである。

## 概要
JAPANはソフトダーツマシン「DARTSLIVE2」（2019シーズン以降はメインコートのみDARTSLIVE3）を利用したプロトーナメント大会。また、年間ツアーの呼称である。一大会は『JAPAN』の後に、ツアー年、回数（STAGE○）、開催地域名を付加する。2017・2018シーズンは前半戦がブルーシーズン、後半戦がレッドシーズンの2シーズン制となった。年間賞金総額は1億円超であり各ステージの優勝者には出演料としてJAPAN（男女ともに参加可）が120万円、JAPAN LADIES（女子のみ参加可）は50万円が授与される。基本的は1日開催。一部は2日間開催（初日は予選～入替戦前、2日目は入替戦～決勝まで）される。

## 歴史
2012年、それまでのSOFT DARTS JAPAN TOURNAMENTを発展的に解消し、後援日刊スポーツ、制作協力フジテレビジョンの協力を得て開催。同年3月にJAPAN16選考会をフジテレビ本社で実施し、4月にツアーが開幕。2020シーズンは中止。2021シーズンは同年10月に開幕。2022シーズンでは女子選手の鈴木未来がSTAGE17福島でJAPAN16入りを果たす快挙を成し遂げた。

## 大会フォーマット
大会は前回大会の上位選手が出場するJAPAN16とJAPAN LADIES8がシード。本大会ではDiv.2は上位がJAPANが16名、JAPAN LADIES8名が入替戦に進出し、シード選手との入替戦で勝利した選手が次回大会に出場できる。ただし次回大会にて欠場した場合は次戦はDiv.2に降格する。
JAPAN
| 予選ラウンドロビン～ 予選トーナメントBEST64未満 | 701・CR・コイントス コーク チョイス （2 legs先取）         |
| 予選トーナメントBEST64以上～ Division1 FINAL    | 701・CR・CR・701・コイントス コーク チョイス（3 legs先取） |

JAPAN LADIES
| 予選ラウンドロビン     | 501・CR・501 （2 legs先取）                                                   |
| 予選ラウンド SKO全試合 | 501・CR・コイントス コーク チョイス （2 legs先取）                            |
| Division1全試合        | 501・CR・CR・501・コイントスコークチョイス Best of 5 legs MATCH（3 sets先取） |

- 01はオープンイン、マスターアウト、15ラウンドリミット。
- CRICKETはJAPANは20ラウンド、JAPAN LADIESは15ラウンドリミット
- チョイスは、JAPAN701 or CRICKET、JAPAN LADIES501 or CRICKET。
- すべての試合開始は、コイントスで先攻後攻を決定。コークは行う。
- ともに予選ラウンドの順位優先事項は以下のとおり。
(1)勝敗、(2)得失leg差、(3)スタッツ

## 歴代年間ランキング
| 年   | 1位      | 2位      | 3位      |
| ---- | -------- | -------- | -------- |
| 2012 | 勝見翔   | 橋本守容 | 松本篤   |
| 2013 | 鈴木猛大 | 安食賢一 | 村松治樹 |
| 2014 | 野毛駿平 | 鈴木猛大 | 粕谷晋   |
| 2015 | 粕谷晋   | 村松治樹 | 安食賢一 |
| 2016 | 鈴木猛大 | 野毛駿平 | 榎股慎吾 |
| 2017 | 荏隈秀一 | 村松治樹 | 榎股慎吾 |
| 2018 | 大城正樹 | 柴田豊和 | 荏隈秀一 |
| 2019 | 大城正樹 | 藤原徹也 | 柴田豊和 |
| 2021 | 粕谷晋   | 浅田斉吾 | 有原竜太 |
| 2022 | 有原竜太 | 浅田斉吾 | 酒井素   |
| 2023 | 後藤智弥 | 浅田斉吾 | 酒井素   |
| 2024 | 有原竜太 | 畦元隆成 | 後藤智弥 |

| 年   | 1位        | 2位          | 3位          |
| ---- | ---------- | ------------ | ------------ |
| 2012 | 竹村有起   | 木村真理子   | 焼山理恵     |
| 2013 | 西口小百合 | 相内晴嘉     | 武藤なみ子   |
| 2014 | 鈴木未来   | 佐々木沙綾香 | 武藤なみ子   |
| 2015 | 山口祐理子 | 鈴木未来     | 佐々木沙綾香 |
| 2016 | 鈴木未来   | 佐々木沙綾香 | 川上真奈     |
| 2017 | 鈴木未来   | 清水舞友     | 佐々木沙綾香 |
| 2018 | 鈴木未来   | 川上真奈     | 岩田夏海     |
| 2019 | 鈴木未来   | 岩田夏海     | 坂口優希恵   |
| 2021 | 鈴木未来   | 岩田夏海     | 佐藤かす美   |
| 2022 | 鈴木未来   | 岩田夏海     | 坂口優希恵   |
| 2023 | 岩田夏海   | 今井琴       | 坂口優希恵   |
| 2024 | 林桃加     | 岩田夏海     | 青井梨佳     |